# Ragunda (comuna)
Ragunda (em sueco: Ragunda kommun) é uma comuna da Suécia localizada no condado de Jämtland. Sua capital é a cidade de Hammarstrand. Possui 2 511 quilômetros quadrados e segundo censo de 2018, havia 5 343 habitantes.